# Anarchias galapagensis
Anarchias galapagensis es una especie de pez de la familia de los morénidas en el orden de los Anguilliformes.

## Morfología
Los machos pueden llegar a alcanzar los 14 cm de longitud total.

## Distribución geográfica
Se encuentra desde el Golfo de California hasta Colombia, incluyendo las Islas Galápagos.